# Causes de la transidentité
 (juillet 2019).

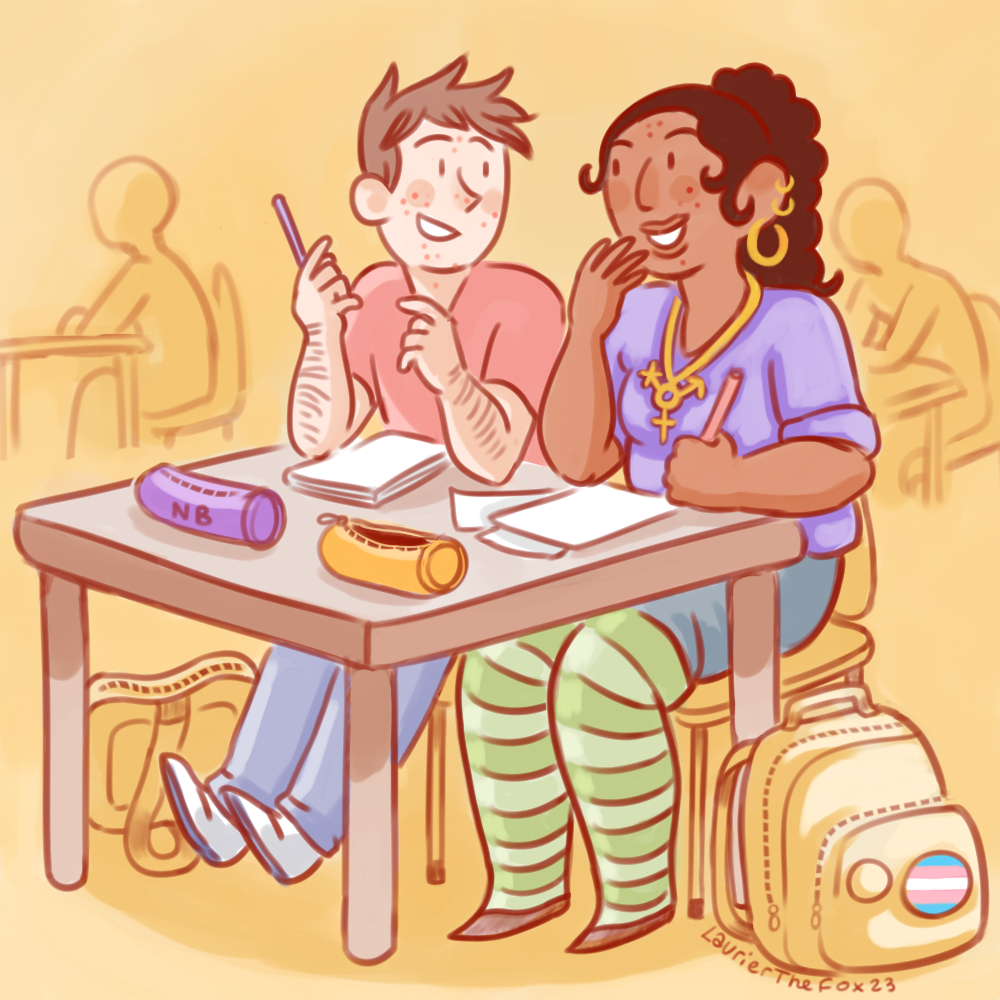
La transidentité peut se révéler à plusieurs âges.

De nombreuses études scientifiques concernant l'identification des causes de la transidentité ont été menées et soutiennent différentes théories, dont une exposition prénatale ou postnatale à certaines hormones, une apparence des parties génitales hors normes, l'éducation ou encore la structure du cerveau. Ces explications sont parfois concurrentes et tendent à supposer une différence biologique plutôt que seulement psychologique ou influencée par l'environnement social, bien que cette dernière soit aussi parfois citée.

## Méthodologie
Les recherches d'une cause médicale à la transidentité trouvent le plus souvent une corrélation sans prouver de causalité : par exemple, une étude montre que les mères de personnes trans sont plus susceptibles de dépression et en conclut qu'il y a un lien de cause à effet, qui pourrait être inversé par le fait que les enfants trans subissent de la transphobie, ce qui pourrait logiquement affecter le bien-être de la mère.
L'étiologie de l'homosexualité est extrêmement similaire au niveau neurologique à celle de la transidentité,. Cependant, de nombreuses études montrent que les personnes trans ont une structure cérébrale similaire à celle de leur genre d'arrivée et non à celle d'une personne homosexuelle de leur genre d'origine.
De nombreuses théories biologiques, génétiques ou environnementales, sont proposées pour expliquer la transidentité. Ces explications sont parfois concurrentes, mais souvent plus crédibles que la thèse d'une raison sociale seule. Les facteurs biologiques avant la naissance participent probablement à l'identité de genre dans un rôle d'interaction avec l'environnement après la naissance plutôt que dans un rôle déterministe.

### Intérêt de la recherche des causes de la transidentité
Plusieurs scientifiques estiment que la recherche d'une cause biologique permet d'améliorer l'aide apportée aux patients, souvent psychiatrisés plutôt qu'aidés dans leur transition de genre.
Les recherches ont généralement pour objectif de combattre la discrimination ou des préjugés comme celui de la contagion sociale. Elles ne mènent cependant pas forcément à une plus grande acceptation des personnes trans, bien au contraire : une étude de 2017 montre que les personnes exposées à une explication médicale ont plus de préjugés transphobes que des personnes exposées à des articles ne supposant pas d'explication biologique, une observation partagée avec la recherche sur les causes de l'homosexualité.

### Critiques de la recherche d'une cause
Une critique répandue de la recherche d'une cause médicale à la transidentité est la volonté sous-jacente de « soigner » la cause, pathologisant les personnes trans. La recherche sur les causes de la transidentité nourrirait ainsi des approches dangereuses comme la thérapie de conversion, voire l'eugénisme dans le cas des explications génétiques,. D'autres personnes s'inquiètent également du sort des personnes souffrant de dysphorie de genre mais dont le traitement pourrait être empêché par l'absence des marqueurs biologiques identifiés par la recherche.
Des militants pour les droits des personnes transgenres encouragent donc à déplacer les moyens investis dans cette recherche vers des améliorations de la société qui auraient un impact positif sur la vie des personnes trans : lois anti-discrimination, meilleur accès aux soins de santé et de transition, représentation médiatique des personnes trans.

### Problèmes de méthodologie
La recherche peut se baser sur des stéréotypes de genre néfastes pour la société dans son ensemble, par exemple en affirmant que la transidentité est causée par le fait d'encourager son enfant à s'amuser avec des jouets « du sexe opposé ». Plusieurs études qui interrogent les parents d'enfants trans s'adressent en premier lieu aux parents cisgenres pour expliquer la psychologie de leur enfant plutôt que de s'intéresser à leur propre vécu, et les recrutent spécifiquement sur des forums destinés à la lutte contre la prise en charge des enfants trans,,.

## Théories biologiques

### Génétique
Dans une étude de 2013, il a été constaté que sur 39 paires de jumeaux monozygotes incluant une femme trans, 33 % paires sont constituées de deux femmes trans, et de même pour 8 des 25 (22,5 %) paires avec au moins un homme trans. C'est le cas pour seulement 1 sur 38 (2,6 %) des jumeaux dizygotes. Le pourcentage significatif d'identification transgenre chez les jumeaux monozygotes, et la quasi-absence de cette corrélation chez les jumeaux dizygotes élevés dans la même famille, dans le même temps, est un argument en faveur d'une influence génétique sur la transidentité,,.
Le récepteur aux androgènes, aussi connu comme NR3C4, est activé par la liaison de la testostérone ou du dihydrotestostérone, où il joue un rôle essentiel dans la formation des caractéristiques sexuelles masculines primaires et secondaires,. Une étude menée en 2009 à l'université Monash constate que les femmes trans ont plus de répétitions du gène, ce qui réduit son efficacité de liaison à la testostérone,,. On observe aussi plus de dysphorie de genre chez les sujets ayant un syndrome d'insensibilité aux androgènes,.
Une variante du génotype d'un gène appelé CYP17, qui agit sur les hormones sexuelles prégnénolone et progestérone, semble être en lien avec la transidentité. Selon une étude, les hommes trans semblent avoir la variante génotypique et une distribution d'allèles équivalentes aux hommes cisgenres, et pas aux femmes cisgenres. Le document conclut que la perte d'un allèle spécifiquement associé aux femmes, CYP17 T -34C, est lié à la transidentité FtM. Chez les femmes trans, on remarque une fréquence élevée de variations de quatre gènes qui déterminent la signalisation des hormones sexuelles pendant la gestation (AR-ERβ, AR-PGR, AR-COMT et CYP17-SRD5A2),.
En ce qui concerne les facteurs génétiques, une étude menée par Hare a rapporté que les femmes trans avaient un gène récepteur des androgènes plus long que celui des hommes cisgenres, ce qui rend moins efficace la liaison à la testostérone, et donc ce qui pourrait prévenir la masculinisation complète du cerveau. (L'exposition aux androgènes prénatales, ou sensibilité, ou absence de celle-ci, est souvent citée pour expliquer les différences de structures cérébrales observées). Une étude réalisée par Bentz a trouvé que les hommes trans avaient une distribution allélique CYP17 similaire aux hommes cisgenres, et différente des femmes cisgenres. Une étude de jumeaux a trouvé que 28 % de paires de jumeaux homozygotes étaient tous les deux trans, comparé à seulement 2,6 % pour les jumeaux dizygotes qui étaient élevés dans la même famille, en même temps, mais qui ne sont pas génétiquement identiques. Cela montre une plus grande concordance entre les jumeaux homozygotes qu'entre les jumeaux dizygotes, et avance l'influence probable d'un facteur génétique.

### Exposition à des hormones sexuelles
Des recherches cliniques, animales et biométriques montrent que l'identité de genre et l'orientation sexuelle peuvent être affectées par une exposition plus ou moins élevée à la testostérone pendant la grossesse,. Ces effets peuvent n'être visibles que pendant l'enfance et seulement chez les garçons, dans le cas par exemple d'une déficience de gonadotrophines.
L'intersexuation est corrélée à de plus nombreux cas de dissonance entre le genre assigné et imposé à la naissance et le genre choisi à un âge plus avancé. Elle est souvent liée à une exposition non-standard à des androgènes pendant la grossesse.
La production de stéroïdes sexuels, qui influence la structure cérébrale à la puberté, est également influencée par l'exposition à la testostérone et à l'estradiol pendant la gestation.

### Structure cérébrale
L'étude par IRM d'adolescents souffrant de dysphorie de genre montre des schémas d'activation du cerveau plus similaires, mais pas identiques, au genre d'arrivée des adolescents trans qu'à leur genre d'assignation à la naissance,,.
Chez les personnes trans, il semblerait que deux zones du cortex cérébral tendent à être moins plissées que chez les personnes cisgenres : le lobe occipito-pariétal et le cortex moteur, deux régions qui contrôlent entre autres l'image corporelle. La différence touche le volume et la surface de ces zones du cerveau, mais pas leur épaisseur ; une autre étude observe que l'épaisseur de certaines zones sous-corticales tend à rejoindre celle du sexe d'arrivée des personnes trans, y compris avant tout traitement hormonal et encore plus après un traitement. Les hommes trans auraient des zones sous-corticales plus fines, comme les hommes cisgenres, et les femmes trans des régions corticales plus fines dans l'hémisphère droit, comme les femmes cisgenres. Les personnes trans semblent avoir leur propre structure du cortex, plutôt qu'une structure proche de celle des personnes cisgenres hommes ou femmes,,.
Ces études ont démontré que l'INAH3 est volumétriquement plus grand (en taille et en nombre de neurones) chez les hommes hétérosexuels que chez les femmes hétérosexuelles,,. D'autres études ont démontrées que chez les hommes trans FtM, l'INAH3 est à peu près le double de celui d'une femme cis hétérosexuelle et que l'exact opposé est vrai pour les SDN MtF, leur volume INAH3 étant environ la moitié de celui d'un homme cis hétérosexuel typique,,. Leurs tailles correspondent à la taille moyenne des personnes cisgenres hétérosexuelles du sexe biologique opposé. Cette nouvelle ajoute une crédibilité scientifique et un poids probant significatifs au trope commun de l'idée de se ressentir être « femme piégée dans le corps d'un homme » ou vice versa,,.
Dans une première étude de ce genre, Zhou et al. (1995) ont constaté que dans une région du cerveau appelée noyau du lit de la strie terminale (BSTc), une région connue pour les réponses sexuelles et anxieuses, les femmes trans avaient une taille de femme cisgenres, tandis que les hommes trans avaient une taille d'hommes cisgenres. Aucune relation avec l'orientation sexuelle n'a été trouvée,.
Dans une étude qui a suivi, Kruijver et al. (2000) ont regardé le nombre de neurones dans la BSTc, au lieu du volume. Ils ont trouvé le même résultat que  Zhou et al. (1995), mais avec des différences encore plus significatives, en incluant également une femme trans qui n'avait jamais été hormonée.
En 2002, une étude réalisée par Chung et al. a constaté que le dimorphisme sexuel (variation entre les sexes) du BSTc ne s’établit pas jusqu'à l'âge adulte. Chung et al. ont théorisé le fait que l'évolution des niveaux d'hormones fœtales produisent des changements de la densité synaptique du BSTc, de l'activité neuronale, ou du contenu neurochimique qui conduisent plus tard à la taille et au nombre de neurones du BSTc, ou que la taille du BSTc est affectée par l'impossibilité d'avoir une identité de genre cohérente avec son sexe anatomique,.
Dans un examen de 2006, Gooren confirme la recherche antérieure en soutenant que la transidentité est un trouble de la différenciation sexuelle du sexe dimorphique cérébral. Dick Swaab partage également ce point de vue,,
En 2008, une nouvelle région avec des propriétés similaires à celle du BSTc concernant la transidentité a été trouvée par Garcia-Falgueras et Swaab : le noyau interstitiel de l'hypothalamus antérieur (INAH3), une partie du noyau hypothalamique. Le même procédé d'utilisation hormonale que celui de Zhou et al. (1995) et Kruijver et al. (2000) a été effectué. Les différences sont encore plus prononcées qu'avec le BSTc ; les hommes cisgenres témoins ont en moyenne 1,9 fois le volume et 2,3 fois les neurones des femmes cisgenres témoins, encore une fois, quel que soit le niveau d'exposition aux hormones, les femmes trans se situaient dans la gamme féminine, et les hommes trans dans la gamme masculine,.
Alors que la résolution des tomographes IRM est en général assez fine, les noyaux indépendants ne sont pas visibles en raison d'un manque de contraste entre les différents types de tissus neurologiques. Par conséquent, ces images ne montrent pas de structures détaillées, telles que BSTc et INAH3, et des études sur BSTc ont été effectuées par bissection de cerveaux post-mortem,.
Cependant, l'IRM ne permet pas plus facilement l'étude des grandes structures cérébrales. Dans Lùders et al. (2009), 24 femmes trans n'avaient pas encore bénéficié du traitement hormonal. Bien que les concentrations régionales de matière grise étaient plus semblables aux hommes cisgenres qu'aux femmes cisgenres, il y avait un bien plus grand volume de matière grise dans les régions du putamen par rapport aux hommes cisgenres. Comme dans de nombreuses études antérieures, ils ont conclu que la transidentité était associé à un modèle cérébral distinct,,.
Une caractéristique supplémentaire a été étudiée dans un groupe d'hommes trans qui n'avait pas encore bénéficié de traitement hormonal ; concernant les valeurs d'anisotropie fractionnelle (FA) pour la matière blanche dans les parties médiales et postérieures du faisceau longitudinal supérieur droit (FLS), et la voie corticale, Rametti et al. (2010) ont découvert que : « par rapport aux femmes cisgenres contrôles, les personnes FtM ont montré des valeurs FA plus élevées dans la partie postérieure droite du FLS, et dans la voie corticale. Comparé aux hommes cisgenres contrôles, les personnes FtM ont montré des valeurs de FA inférieures dans le tractus cortico-spinal. »
Hulshoff Pol et al. (2006), ont étudié le volume du cerveau brut des sujets soumis à un traitement hormonal. Ils ont découvert que l'ensemble du volume cérébral des sujets change vers la taille de celui du genre revendiqué,. La conclusion de l'étude était : « Les résultats suggèrent que, tout au long de la vie, les hormones gonadiques restent essentielles pour maintenir les aspects des différences sexuelles spécifiques dans le cerveau humain,. »

### Fonctionnement cérébral
En 2014, une étude néerlandaise montre que des adolescents trans ont une réponse à l'androstadiénone qui correspond à celle de leur genre d'arrivée. Chez des enfants prépubères souffrant de dysphorie de genre, les résultats sont moins marqués. La réaction aux odeurs ne peut pas être influencée par l'éducation ou l'environnement, soutenant donc la thèse d'une différence biologique.
Le syndrome du membre fantôme est fréquent, c'est une expérience, souvent douloureuse, qui se produit après la perte d'un organe externe. Ramachandran (2008) a constaté que, bien que près des deux tiers des hommes cisgenres qui ont un pénis enlevé chirurgicalement, expérimentent la sensation d'un pénis fantôme, seulement un tiers des femmes trans l'expérimentent après une chirurgie de réattribution sexuelle. Cette étude, cependant, compare une "amputation" complète, où les nerfs qui relient le pénis et le cerveau sont sectionnés, à la chirurgie de conversion sexuelle MtF, où une partie du pénis et le scrotum sont réutilisés pour créer un vagin, des lèvres et un clitoris. Dans ce cas, certains des nerfs reliant les nouvelles parties génitales au cerveau demeurent en grande partie intacts,,. En outre, les deux tiers des hommes trans ont rapporté la sensation d'un pénis fantôme dès l'enfance, avec des érections fantômes et d'autres phénomènes de ce type, comme le sentiment de dépersonnalisation et d'inadéquation corporelle,.
Berglund et al. (2008) ont testé la réponse de femmes trans gynophiles aux deux phéromones sexuelles : la progestérone 4,16-androstadien-3-one (AND), et l’œstrogène 1,3,5(10), 16-tetraen-3-ol (EST). Malgré la différence de sexualité, les réseaux hypothalamiques des femmes trans sont activés en réponse à la AND, comme les groupes témoins des femmes cisgenres androphiles. Les deux groupes ont connu l'activation de l'amygdale en réponse à la EST. Les groupes témoins masculins cisgenres (gynophiles) ont connu l'activation hypothalamique en réponse à la EST. Cependant, les femmes trans ont également connu une activation hypothalamique limitée à la EST aussi. La conclusion des chercheurs est qu'en termes d'activation de la phéromone, les femmes trans occupent une position intermédiaire avec des fonctions à prédominances féminines,. Les femmes trans n'avaient subi aucun traitement hormonal au moment de l'étude,,.

### Troubles du spectre de l'autisme
L'existence d'une co-occurrence entre transidentité et troubles du spectre de l'autisme, ainsi que l'absence de contre-indication aux soins d'affirmation du genre pour les personnes autistes, sont scientifiquement établis et font consensus. Il n'existe en revanche pas de consensus quant aux explications causales, qui sont soit sociobiologiques, soit psychologiques, soit psychosociologiques.

## Théories psychologiques et comportementales

### David Reimer
Des facteurs psychologiques ont aussi été proposés. L'échec pour élever David Reimer, de l'enfance jusqu'à l'adolescence, en tant que fille, après que ses organes génitaux ont été accidentellement mutilés, est cité comme réfutant la théorie selon laquelle l'identité de genre est déterminée par l'éducation parentale. Ray Blanchard a développé une taxonomie du transsexualisme male-to-female qui suppose que les femmes transgenres sont soit homosexuelles, soit autogynéphiles, mais elle est largement controversée ; J. Michael Bailey (en), Anne Lawrence, James Cantor (en) et d'autres l'ont soutenu, mais Charles Allen Moser (en), Larry Nuttbrock, Julia Serano, l'Association professionnelle mondiale pour la santé des personnes transgenres et d'autres, ont fait valoir qu'il s'agissait d'une représentation pauvre, non-instructive, et qui manque de preuves empiriques, étant donné que les expériences sont mal contrôlées et/ou contredites par d'autres données.

### Psychanalyse
Les premières études se sont principalement basées sur la psychanalyse : la pulsion de changement de sexe ou « délire de transsexualisme » est décrite à maintes reprises. Si certaines descriptions de cas sont retrouvées dans la première moitié du XIXe siècle, c’est surtout dans la seconde moitié de ce même siècle que ce comportement a fait l’objet d’études, associées à celles des comportements considérés, à l'époque, comme des perversions sexuelles, en particulier l’homosexualité[réf. souhaitée]. Selon Colette Chiland, psychiatre et psychanalyste, la transidentité demeure une énigme,. La question est de savoir s'il s'agit d'une véritable entité nosographique, ou d'une conséquence de l'accessibilité plus aisée aux traitements chirurgicaux et endocriniens permettant une transition pour ceux qui la souhaitent,.

### Harry Benjamin
Les premières observations comportementales proviennent de l'endocrinologue Harry Benjamin, en 1953 qui introduit le terme de « transexuel » pour désigner des personnes qui se sentent appartenir à l’autre sexe et souhaitent changer leur corps,. La caractéristique principale du syndrome repose sur la conviction d’appartenir à l’autre sexe. Cette conviction, souvent issue de l’enfance, est constante et donne lieu, à l’âge adulte, à des manifestations telles que le travestissement, d’abord privé, puis public, et à des demandes de traitements hormonaux et chirurgicaux qui permettent de rectifier l’apparence corporelle.
La définition de Benjamin se répand dans les milieux psychiatriques en France et aux États-Unis, même si elle est critiquée par la Sofect (Société française d’études et de prise en charge de la transidentité) et par le sociologue Alexandre Fassin qui considère que cette approche confond genre et sexualité,.

### Test de personnalité
En 2005, le test de personnalité MMPI qu'ont passé les personnes trans suivies par des équipes françaises et souhaitant une prise en charge hormonale et chirurgicale, a permis de distinguer de manière significative des tendances à l'introversion et à l'hypersensibilité aux conditions extérieures chez les femmes trans, et des tendances à l'impulsivité et à l'extraversion, « plutôt fonceurs dans leur conviction », chez les hommes trans ; ces résultats étant en accord avec les difficultés d'empathie que les professionnels retrouvent au cours de leur prise en charge psychologique.

### Éducation/Trauma
Selon le psychiatre et sexologue David Oliver Cauldwell qui étudie le phénomène en 1947 la transidentité serait un trouble psychologique/émotionnel causé par des facteurs psychologiques et environnementaux, en raison de conflits de personnalité.
Harry Benjamin a écrit en 1966 : « Notre matériel génétique et endocrinien constitue un socle sur lequel un traumatisme psychologique peut éventuellement grandir et se développer et qui, par la suite, peut entraîner le transsexualisme. »
En 1994, une étude de A.H. Devor basée sur des entretiens et des questionnaires adressés à 45 hommes trans indique que 60 % d'entre eux ont subi une forme quelconque de violence pendant leur enfance, 31 % avait été victimes de violence sexuelle, 29 % de violence psychologique et 38 % de violence physique. Selon James S. McCallops cette étude novatrice apporte des informations utiles, malgré le fait qu'elle porte sur un petit groupe de personnes ce qui limite la portée des conclusions. Il appelle à approfondir ce nouveau champs de recherche pour pouvoir tester les conclusions. Les personnes interrogées ont en majorité répondu sous forme écrite alors que de l'aveu de Devor les entretiens permettent des clarifications plus poussées. L'influence des médias sur la perception des personnes interrogées aurait pu également apporter des éclairages,. Beaucoup de personnes trans subissent des violences dans l'enfance à cause de leurs différences. Il est rare que la dysphorie de genre advienne après les violences. Elle est souvent, au contraire, la source de la maltraitance venant d'individus rejetant la particularité de leur enfant, au même titre que les violences contre les personnes homosexuelles, ou alors dans le cadre scolaire.

## Théories réfutées

### En rapport avec l'orientation sexuelle
Les théories de Ray Blanchard représentent une taxonomie des femmes trans et une explication de ses causes, établie sur la base du travail de son collègue, Kurt Freund. Les théories stipulent que les femmes trans peuvent être divisées en deux groupes : les « transsexuelles homosexuelles », qui transitionnent parce qu'elles sont attirées par les hommes, et les « transsexuelles non-homosexuelles », qui transitionnent parce qu'elles sont autogynéphiles (sexuellement excitées par la pensée ou l'image d'elles-mêmes en tant que femme). Les partisans de la théorie comprennent J. Michael Bailey, Anne Lawrence, James Cantor, et d'autres qui soutiennent qu'il existe des différences significatives entre les deux groupes, notamment au niveau de la sexualité, l'âge de la transition, l'origine ethnique, le QI, le fétichisme, et la qualité de l'adaptation,,,,,,.
La critique scientifique de la théorie comprend des articles de Veale, Nuttbrock, Moser, et d'autres qui soutiennent que la théorie est peu représentative des femmes trans, non-instructive, que les expériences sont mal contrôlées ou contredites par d'autres données,,,,. De nombreuses sources, notamment celles issues des partisans de la théorie, critiquent le choix de Blanchard au motif d'être confus ou dégradant. Bien qu'il ait des partisans, la communauté trans a en grande partie rejeté la théorie avec véhémence,. Dans son livre Whipping Girl, la biologiste évolutionniste, femme trans et activiste Julia Serano a déclaré que la preuve de l'autogynéphilie était douteuse et qu'elle manquait de preuves scientifiques.
Les idées de Blanchard à propos des femmes trans ont également été rejetées par la World Professional Association for Transgender Health, la plus grande association de professionnels de santé qui établit les standards de soins pour les personnes transgenres, au motif que ces idées ne sont pas appuyées sur des preuves empiriques et contribuent à stigmatiser les comportements au lieu de se concentrer sur la santé,,,.